# The Best of 10 Years – 32 Superhits
| Оценки критиков | Оценки критиков                                               |
| Источник        | Оценка                                                        |
| --------------- | ------------------------------------------------------------- |
| AllMusic        | The Best of 10 Years – 32 Superhits (англ.) на сайте AllMusic |

«The Best of 10 Years — 32 Superhits» (англ. Лучшее за 10 лет — 32 суперхита) также известный как «32 Superhits — Non-Stop Digital Remix» (англ. 32 суперхита — безостановочный цифровой ремикс) — альбом ремиксов группы Boney M. выпущенный в 1986 году.

## История
В 1981 году продюсер Фрэнк Фариан создал 13-минутный микст в стиле «Stars on 45», названный «6 Years of Boney M. Hits (Boney M. on 45)», который был издан в виде синглов в некоторых странах. В Великобритании микст был выпущен на стороне В 12-дюймового сингла «We Kill The World». В Германии отредактированный микст был издан на стороне В 7-дюймового сингла «The Little Drummer Boy» и более длинная его версия как отдельный 12-дюймовый диск в начале 1982 года.
Вскоре после неудачного проекта «Eye Dance», которым члены группы отметили десятилетие Boney M., Фариан сделал микст из 32 треков продолжительностью 46 минут в полнометражном альбоме лучших хитов Boney M. с дополнительными музыкальными наложениями. Альбом достиг 3-й позиции в чартах Германии.

## Список песен

### Сторона A
1. «Daddy Cool» (Фрэнк Фариан, Рейам) — 1:43
2. «Sunny» (Бобби Хебб[англ.]) — 1:37
3. «Ma Baker» (Фрэнк Фариан, Джей, Рейам) — 1:53
4. «Belfast» (Хиллсберри, Дойчер, Менке) — 1:13
5. «Rasputin» (Фрэнк Фариан, Джей, Рейам) — 1:34
6. «Painter Man» (Филлипс, Пикетт) — 1:40
7. «Children of Paradise» (Фрэнк Фариан, Джей, Рейам) — 1:36
8. «Gotta Go Home» (Фрэнк Фариан, Джей, Клинхаммер) — 1:45
9. «Dreadlock Holiday» (Грэм Гоулдман, Эрик Стюарт) — 1:22
10. «Felicidad» (Конц, Массара) — 1:40
11. «Barbarella Fortuneteller» (Дэвис, Фрэнк Фариан, Кауэл) — 1:40
12. «Gadda-Da-Vida» (Дуг Ингл) — 1:43
13. «Got Cha Loco» (Эпплгейт, Байерл, Фрэнк Фариан, Рейам) — 1:25
14. «Todos Buenos» (Эпплгейт, Фрэнк Фариан) — 1:50

### Сторона B
1. «No Woman, No Cry» (Форд, Боб Марли) — 1:42
2. «Brown Girl in the Ring» (Фрэнк Фариан) — 1:41
3. «B. M. à GoGo» — 5:52 (аранжировка Фрэнк Фариан)
  - «New York City»
  - «Gloria Can You Waddle»
  - «Baby Do You Wanna Bump»
  - «He Was a Steppenwolf»
  - «Bye Bye Bluebird»
  - «Nightflight to Venus»
4. «Rivers of Babylon» (Фрэнк Фариан, Рейам) — 1:45
5. «El Lute» (Фрэнк Фариан, Джей, Клинхаммер, Колоновиц) — 1:43
6. «The Calendar Song» (Фрэнк Фариан) — 1:50
7. «Bang Bang Lulu» (Фрэнк Фариан) — 1:32
8. «Hooray! Hooray! It’s a Holi-Holiday» (Фрэнк Фариан) — 0:59
9. «Kalimba De Luna» (Дэвис, Фрэнк Фариан, Кауэл) — 1:38
10. «My Cherie Amour» (Косби, Мой, Стиви Уандер) — 1:32
11. «I Feel Good» (Бишоф, Фрэнк Фариан) — 1:21
12. «Young, Free and Single» (Эпплгейт, Фрэнк Фариан, Рейам) — 1:42
13. «Happy Song» (Абакаб, Баччиоччи, Спагна) — 1:48